# Observatório de Viena

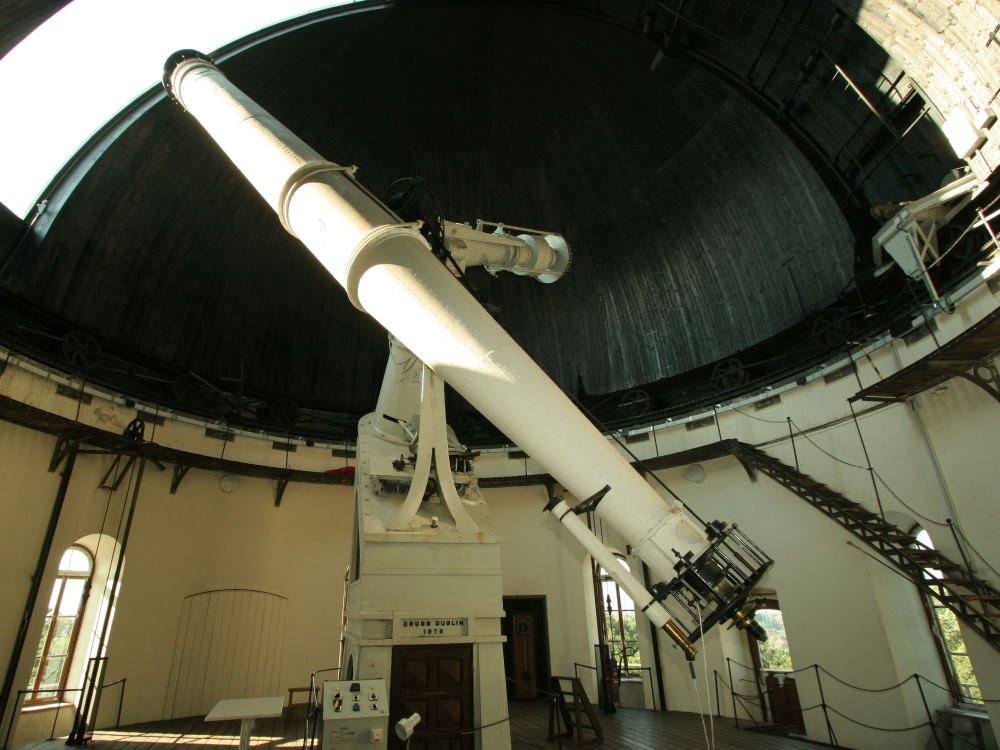
O telescópio refrator de 68 cm do Observatório da Universidade de Viena.

O Universitäts-Sternwarte Wien (em português Observatório da Universidade de Viena) é um observatório astronômico localizado em Viena, Áustria. É parte da Universidade de Viena.

## História
O primeiro observatório foi construído entre 1753 e 1754 no telhado de um dos edifícios da Universidade de Viena. Um novo observatório foi construído entre 1874 e 1879, e foi finalmente inaugurado pelo Imperador Francisco José I da Áustria em 1883. A cúpula principal abriga um telescópio refrator com um diâmetro de 68 centímetros e uma distância focal de 10,5 metros construído pela Grubb Telescope Company. Naquela época, ele era o maior telescópio refrator do mundo.

## Diretores
- Maximilian Hell, 1756–1792
- Franz de Paula Triesnecker, 1792–1817
- Johann Josef von Littrow, 1819–1840
- Karl Ludwig von Littrow, 1842–1877
- Edmund Weiss, 1877–1908
- Kasimir Graff, 1928–1938
- Bruno Thüring, 1940–1945
- Kasimir Graff, 1945–1949
- Josef Hopmann, 1951–1962
- Josef Meurers, 1962–1979
- Karl Rakos, 1979–1981
- Werner Tscharnuter, 1981–1984
- Michel Breger, 1984–1986
- Paul Jackson, 1986–1994
- Michel Breger, 1994–2005
- Gerhard Hensler, 2006–2009
- Franz Kerschbaum, 2009–